# Aussiebum
Aussiebum, av företaget självt skrivet aussieBum, är ett australiensiskt underklädesföretag som tillverkar under- och badkläder för herrar. Företaget har även utökat sin verksamhet till att tillverka både underkläder, fritidskläder, sportkläder och loungewear.
Företaget är känt för sina kreativa produkter, som essensunderkläder; vilka påstås innehålla vitaminer som fångats i fibrerna och som släpps ut genom huden, eller wonderjock; underkläder som är designade för att framhäva mannens genitalier, på ett liknande sätt som en push-up bh för kvinnor.
Alla Aussiebum produkter tillverkas i Australien där företagets huvudkontor åtrfinns i Sydneyförorten Leichhardt.

## Historia
År 2001 startade Sean Ashby Aussiebum då han inte kunde finna den typ av badkläder som han vuxit upp med. Tillsammans med vice VD:n Guyon Holland skapade de en ny marknad genom att återintroducera den klassiska speedo-modellen Aussie cossie.
Företaget har vuxit till att sysselsätta över 35 personer och tillverkar över 150 olika modeller.